# دورين سبينس
دورين سبينس هي ممرضة كندية، ولدت في 1937 في Saddle Lake Cree Nation ‏ في كندا.